# Afroestricus fulaui
Afroestricus fulaui là một loài ruồi trong họ Asilidae. Afroestricus fulaui được Scarbrough miêu tả năm 2005. Loài này phân bố ở vùng nhiệt đới châu Phi.